# Гамбай Везіров
Гамбай Мамед огли Везіров (азерб. Qambay Məmməd oğlu Vəzirov; 19 серпня 1899, Гюмрі, Ериванська губернія, Російська імперія — 13 жовтня 1937, СРСР) — азербайджанський і радянський воєначальник, комдив (1935). Репресований. 

## Біографія
Народився у сім'ї дрібного чиновника в місті Гюмрі. Закінчив 7 класів гімназії в Єревані. У 1918 році був мобілізований і декілька місяців перебував у Османській імперії. У 1919 році вступив до Армії Азербайджанської демократичної республіки, закінчив військове училище, брав участь у боях з вірменськими дашнаками. 
У квітні 1920 року, після окупації Азербайджану більшовиками, вступив до лав Червоної Армії. У 1924 році закінчив Військову академію РСЧА. У 1925-1927 роках — начальник Азербайджанської об'єднаної військової школи. У 1927-1930 роках — начальник штабу 3-ї Кавказької стрілецької дивізії. У 1930-1932 роках — командир 111-го стрілецького полку. У 1932-1937 роках — командир 77-ї гірськострілецької дивізії. 26 листопада 1935 року отримав звання комдива. 
29 липня 1937 року заарештований НКВС. Звинувачувався в антирадянській підпільний діяльності. 13 жовтня 1937 року розстріляний. Посмертно реабілітований у 1956 році. 

## Нагороди
- Орден Червоного Прапора Азербайджанської РСР (1922)
- Орден Трудового Червоного Прапора Азербайджанської РСР (1930)
- Орден Трудового Червоного Прапора ЗРФСР (1932)
- Орден Червоної Зірки (1936)